# Heinz Spanknöbel
Heinrich "Heinz" Spanknöbel (Homberg, 27 de novembro de 1893 - 10 de março de 1947)  foi um imigrante alemão na América do Norte que formou, e liderou por um breve período, os amigos pró-nazistas da Nova Alemanha como seu Bundesleiter.

## Família
Heinz Spanknöbel era filho de Conrad Spanknöbel (1866-1940) e Christiane b. Becker (1869-1966).
Seus irmãos eram Karl Spanknöbel (= Charles Noble, 1892-1983 ao chegar nos EUA adotou Charles noble como nome), Käthe (1897-1970), Anne (1898-1962), Wilhelm (1900-1980), Augusto (1902-1969), Martha (1904-1966) e Frieda (1907-?).
Em 1918 ele se casou com Elsa Fourier (1892-1957) em Würzburg , Alemanha.

## Carreira
Heinz Spanknöbel foi um obreiro bíblico da Igreja Adventista do Sétimo Dia, foi recrutado pelo exército alemão em 1914 e participou da 1ª guerra mundial como paramédico armado. Lá, ele foi forçado a trabalhar no sábado, mas foi liberado em 1915 por intervenção de G. W. Schubert. Após o fim da guerra em 1918, Heinz juntou-se ao que viria a ser a Sociedade Missionária dos Adventistas do Sétimo Dia Movimento de Reforma. Mais precisamente, em 1919, torna-se, junto com Edmond Doerschler e outros, membro organizador/fundador da Sociedade Missionária dos Adventistas do Sétimo Dia Movimento de Reforma . Em 1920, Spanknöbel foi ordenado como um ministro dessa igreja em Würzburg (a esta altura ele já não era Adventista do Sétimo Dia e sim membro da Sociedade Missionária da Igreja Adventista do Sétimo Dia Movimento de Reforma ‘na qual foi ordenado’). Em 1920, houve uma conferência em Friedensau, visando uma reunificação de sua recém-criada igreja com a original Igreja Adventista do Sétimo Dia na Europa. Heinrich Spanknöbel foi um dos dois principais oradores dos Adventistas da Reforma nessa ocasião.. Em 1922 Heinrich Spanknöbel foi nomeado secretário da Conferência Geral dessa igreja que adotou o nome de Sociedade Missionária Internacional dos Adventistas do Sétimo Dia Movimento de Reforma. Heinrich Spanknöbel, juntamente com Otto Welp, foram selecionados para uma viagem aos EUA, a fim de novamente discutir as possibilidades de reunificação do movimento de reforma com Conferência Geral dos Adventistas do Sétimo Dia. Para isto Heinz Spanknöbel viajou de sua casa em Würzburg em 1922, até São Francisco, Califórnia, EUA. Em 1923, seu irmão Karl Spanknöbel tornou-se missionário do movimento de reforma dos adventistas do sétimo dia aos EUA. Em julho de 1925 a Conferência Geral do Movimento de Reforma em Gotha foi organizada na Europa e Heinz Spanknöbel foi confirmado como secretário desse órgão administrativo mundial dos Adventistas da Reforma.. Em 1926, Spanknöbel deixou os reformistas,, porém, retornou a eles após curto período de tempo. Mais tarde tornou-se porta voz do Partido dos nazistas nos EUA (NSDAP). Em 1929, não mais como pastor da Sociedade Missionária Internacional dos Adventistas do Sétimo Dia Movimento de Reforma, Heinrich Spanknöbel, junto com outros irmãos seus também foram para os EUA e trabalharam em Detroit para a Ford Motor Company . Ele deixou sua esposa com as crianças na Alemanha.
Nesse mesmo ano Heinz Spanknöbel filiou-se ao NSDAP National-Sozialistische Deutsche Arbeiter Partei.. Em 1930, ele foi demitido da Ford Motor Company  e ficou desempregado.. Em Janeiro de 1933 Hitler alcança a liderança Alemã.  Em maio de 1933, o Nazi Adjunto Führer Rudolf Hess deu ao imigrante alemão membro do Partido Nazista Heinz Spanknobel autoridade para formar uma organização nazista americana . Na convenção de julho de 1933 com a ajuda do cônsul alemão em New York Spanknoebel deu início à sociedade “Amigos da Alemanha”, Spanknoebel proclamou que o movimento nazista americano havia começado formalmente e se pronunciou seu líder.. Spanknobel formou a “Amigos da Nova Alemanha” pela fusão de duas organizações mais antigas nos Estados Unidos, Gau-EUA e a Sociedade livre de Teutônia, que eram ambos pequenos grupos com apenas algumas centenas de membros cada.. A sociedade “Amigos da Nova Alemanha” estava sediada em Nova York, mas tinha uma forte presença em Chicago. "Amigos da Nova Alemanha", era portanto a união da Sociedade Livre da Teutônia e do Partido Nacional Socialista, ambos ativos desde a década de 1920. Heinz Spanknöbel já havia estado envolvido na Teutônia. Em um curto espaço de tempo, ele reuniu as duas organizações existentes, e por meio de um procedimento agressivo com o apoio de um serviço organizado, se instalou como líder dos EUA. No Canadá também, H. Spanknöbel tentou unir imigrantes alemães sob a bandeira nazista. A organização liderada por Spanknöbel era abertamente pró nazista e envolvia-se em atividades como a inserção da língua alemã no New Yorker Staats-Zeitung com a exigência de que artigos simpáticos aos nazistas fossem publicados..  Ele tentou se infiltrar e influenciar outras organizações não-políticas alemãs-americanas, como as Sociedades da Alemanha Unida.. Uma das primeiras iniciativas de Friends foi contrapor, com propaganda , um boicote judeu de negócios no bairro fortemente alemão de Yorkville. Em uma batalha interna pelo controle dos Amigos,,, Spanknöbel foi derrubado como líder e subsequentemente ordenado a ser deportado em outubro de 1933 por não ter se registrado como agente estrangeiro.,, ao mesmo tempo, a investigação do congressista Samuel Dickstein concluiu que os “Amigos da Nova Alemanha” representavam um ramo do Partido Nazista do ditador alemão Adolf Hitler na América., e que após um mandado de detenção federal dos EUA ser emitido  , Spanknöbel fugiu dos EUA  em 29 de outubro de 1933 embarcando no transatlântico SS Europa com destino a Bremen em 29 de outubro.,. Muitos dos primeiros líderes do Bund retornaram à Alemanha para serem nomeados e ocuparem altos cargos oficiais no Partido Nazista e no Governo do Terceiro Reich. Uma vez que voltou para a  Alemanha, Heinz Spanknoebel alistou na SS , [...] tornou-se diretor da Propaganda School for Germans Living Abroad . O objetivo era manter informados os simpatizantes de Hitler fora da Alemanha através da Escola de Propaganda para Alemães que Vivem no Exterior., Outra fonte histórica informa que Hitler fez de Spanknoebel um general e mais tarde ele tornou-se prefeito da cidade de Würzburg. Em 1942, uma empresa chamada Vereinigte Leder- und Lederwarenfabriken Heinz Spanknöbel & Co. [fábricas de couro e artigos de couro da Heinz Spanknöbel & Co.] foi fundada em Hohenbruck perto de Königgrätz na então Sudetenland) . Em 4.10.1945 Heinz Spanknöbel foi preso por órgãos soviéticos e em 1º de dezembro de 1945 como líder da divisão de estrutura do NSDAP-Gauleitung - National-Sozialistische Deutsche Arbeiter Partei (Partido Nacional Socialista dos Trabalhadores Alemães) em Würzburg, e presidente da presidente da administração do distrito de Hamburgo. Embora o local de sua residência é Magdeburg. Ele então foi preso e levado de Dresden ao campo especial Mühlberg. Seu irmão Charles Noble e seu sobrinho John Noble ambos, então, cidadãos americanos também estavam no campo especial NKVD Mühlberg,  e mais tarde foram libertados.Em 22 de março de 1946, Heinz Spanknöbel foi transferido do campo de Mühlberg para o Grupo Operacional Soviético em Dresden. 
Em 15 de junho de 1946, ele retornou ao campo de concentração de Mühlberg. 

## Morte
Segundo relatos de seus amigos, H. Spanknöbel foi enviado para um campo de concentração russo após a Segunda Guerra Mundial. Lá ele encontrou a fé de volta e anunciou o retorno de Cristo a seus companheiros de prisão, mas logo foi proibido de fazê-lo. Sua vida chegou ao fim neste campo. Em 10.3.1947 ele morreu nesse campo de concentração de Mühlbergde de distrofia do 3º grau (= ele morreu de fome).